# Škifić (prezime)
Škifić je prezime koje se najčešće pojavljuje na otoku Zverincu gdje su se nositelji tog prezimena nastanili prije otprilike 300 godina. Naselje je postojalo još u doba Rimljana, ali na drugom mjestu.
Otok su kupili od plemića Fanfogne koji je ondje imao vilu građenu od bračkog kamena. Tom kupnjom su Škifići zadobili titulu vlastelina.
U Hrvatskoj danas živi oko 180 Škifića u 90 domaćinstava. Prisutni su u sedam gradova i deset manjih naselja, najviše u Zadru (85), u Zverincu (25) i Božavi (15) na Dugom otoku, u Puli (15), te u Ližnjanu (10).

## Značenje
Prezime Škifić dolazi od talijanske riječi schifo što u prijevodu znači gad, odnosno lokalizirano - škifož(ast): nervozan.